# Bradley Chubb
Pour les articles homonymes, voir Chubb.
(en) Statistiques sur pro-football-reference
Bradley Austin Chubb, né le 24 juin 1996 à Marietta, est un joueur américain de football américain. Linebacker, il joue pour les Dolphins de Miami en National Football League (NFL).
Son cousin, Nick Chubb, est également joueur de la NFL.

## Biographie

### Carrière universitaire
Étudiant à l'université d'État de Caroline du Nord, il a joué pour le Wolfpack de North Carolina State de 2014 à 2018. 
Après avoir commencé sa carrière universitaire comme linebacker extérieur, il est déplacé à la position de defensive end en 2015. La saison 2017 de Chubb est couronnée de succès avec 12 sacks et presque le tiers de ses plaquages qui sont pour perte, au nombre de 23. Il remporte plusieurs honneurs, tels que le Ted Hendricks Award du meilleur defensive end universitaire et trophée Bronko Nagurski du meilleur joueur défensif universitaire en plus de faire partie de l'équipe-type All-America regroupant les meilleurs joueurs universitaires du pays. 

### Carrière professionnelle
Il est sélectionné par les Broncos de Denver lors de la draft 2018 de la NFL en tant que cinquième joueur choisi. Il signe par la suite un contrat de 4 ans pour 27,27 millions de dollars garantis avec les Broncos, qui comprend une prime à la signature de 17,9 millions de dollars.
Il est désigné titulaire comme linebacker extérieur aux côtés du vétéran Von Miller lors du début de la saison 2018. Il se démarque dès sa première saison professionnelle, notamment lors du mois d'octobre lorsqu'il est nommé débutant défensif du mois de la ligue. Il termine la saison 2018 avec 60 plaquages, dont 41 seul, ainsi que 12 sacks. Il est désigné à l'issue de la saison dans l'équipe-type des débutants de la ligue par la Pro Football Writers Association.
La saison suivante, il se blesse au genou lors de la 4e semaine face aux Jaguars de Jacksonville. S'étant déchiré le ligament croisé antérieur, il doit par conséquent manquer le restant de la saison 2019.
Le 1er novembre 2022, les Broncos échangent Chubb ainsi qu'un choix de 5e tour de la draft 2025 aux Dolphins de Miami contre le running back Chase Edmonds (en), un choix de premier tour de la draft 2023 et un choix de quatrième tour de la draft 2024.
Chubb y signe un contrat de cinq ans pour un montant de 110 millions de dollars dont 63,2 millions garantis.

## Statistiques
| Année                   | Équipe                  | MJ |                 | Plaquages       | Plaquages       | Plaquages       | Plaquages       |                 | Interceptions   | Interceptions   | Interceptions | Interceptions |  | Fumbles | Fumbles |
| Année                   | Équipe                  | MJ | Total           | Seul            | Ast.            | Sacks           | Nb.             | Yards           | Déf.            | TD              | Nb.           | Rec.          |  |         |         |
| 2018                    | Broncos de Denver       | 16 | 60              | 41              | 19              | 12,0            | 0               | 0               | 1               | -               | 2             | 1             |  |         |         |
| 2019                    | Broncos de Denver       | 04 | 21              | 16              | 0 5             | 01,0            | 0               | 0               | 1               | -               | 1             | 0             |  |         |         |
| 2020                    | Broncos de Denver       | 14 | 42              | 26              | 16              | 07,5            | 0               | 0               | 0               | 0               | 1             | 0             |  |         |         |
| 2021                    | Broncos de Denver       | 07 | 21              | 09              | 12              | 00,0            | 1               | 21              | 2               | 0               | 0             | 0             |  |         |         |
| 2022                    | Broncos de Denver       | 08 | 26              | 15              | 11              | 05,0            | 0               | 0               | 1               | 0               | 2             | 0             |  |         |         |
| 2022                    | Dolphins de Miami       | ?  | Saison en cours | Saison en cours | Saison en cours | Saison en cours | Saison en cours | Saison en cours | Saison en cours | Saison en cours | ?             | ?             |  |         |         |
| Totaux chez les Broncos | Totaux chez les Broncos | 49 | 170             | 107             | 63              | 25,5            | 1               | 21              | 5               | 0               | 6             | 1             |  |         |         |
| Totaux NFL              | Totaux NFL              | 49 | 170             | 107             | 63              | 25,5            | 1               | 21              | 5               | 0               | 6             | 1             |  |         |         |